# Dodoma (region)

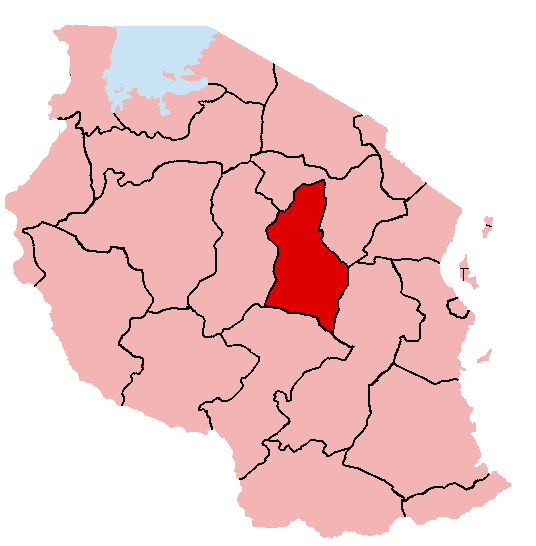
Dodomaregionens läge i Tanzania.

Dodoma är en av Tanzanias 26 regioner och är belägen i den centrala delen av landet. Den har en beräknad folkmängd på 2 058 630 invånare 2009 på en yta av 41 311 km². Den administrativa huvudorten är Dodoma, som även är Tanzanias officiella huvudstad. 

## Administrativ indelning
Regionen är indelad i fem distrikt:
- Dodoma stad
- Dodoma landsbygd
- Kondoa
- Kongwa
- Mpwapwa

## Urbanisering
Regionens urbaniseringsgrad beräknas ligga på 18,20 % år 2009, en uppgång från 17,40 % året innan. Dodoma är den klart största staden, och regionen har ytterligare tre orter med över 10 000 invånare. 
| Ort           | Distrikt    | Invånarantal 2002 |
| ------------- | ----------- | ----------------- |
| Dodoma        | Dodoma stad | 150 604           |
| Kondoa Mjini  | Kondoa      | 20 426            |
| Mpwapwa Mjini | Mpwapwa     | 14 459            |
| Kibaigwa      | Kongwa      | 10 004            |